# Vars (Alpy Wysokie)
Vars – miejscowość i gmina we Francji, w regionie Prowansja-Alpy-Lazurowe Wybrzeże, w departamencie Alpy Wysokie.
Według danych na rok 1990 gminę zamieszkiwało 941 osób, a gęstość zaludnienia wynosiła 10 osób/km² (wśród 963 gmin regionu Prowansja-Alpy-W. Lazurowe Vars plasuje się na 390. miejscu pod względem liczby ludności, natomiast pod względem powierzchni na miejscu 42.).